# Circonscriptions législatives de la province de Cavite
La province de Cavite aux Philippines est constituée de sept circonscriptions législatives, chacune représentée par un député à la Chambre des représentants.

## Histoire
En 1907, Cavite ne comprenait qu'une seule circonscription législative, et faisait partie de la cinquième circonscription sénatoriale.
Sous l'occupation japonaise durant la Seconde Guerre mondiale, la province était représentée par deux délégués à l'Assemblée du régime fantoche mis en place par l'occupant. La ville de Cavite avait ses propres délégués. La situation à une circonscription est rétablie à la fin de la guerre. 
Sous Ferdinand Marcos, la province est temporairement représentée à l'Assemblée au sein de la Région IV-A, de 1978 à 1984, puis envoie trois députés de 1984 à 1986. La nouvelle constitution de 1987 confirme la représentation par trois députés et met en place trois circonscriptions.
L'Acte républicain no 9727 du 22 octobre 2009 fait passer le nombre de circonscriptions à sept. La ville de Dasmariñas devient indépendante la même année et possède sa propre circonscription, qui correspond en même temps à la 4 de Cavite.

## Première circonscription
- Villes : Cavite
- Municipalités : Kawit, Noveleta, Rosario
- Population (2015) : 342 824

| Période               | Député                  |
| --------------------- | ----------------------- |
| 15e Congrès 2010-2013 | Joseph Emilio A. Ferrer |
| 16e Congrès 2013-2016 | Francis Gerald A. Abaya |
| 17e Congrès 2016-2019 | Francis Gerald A. Abaya |

1. ↑  Devient secrétaire d'État aux transports et à la communication le 18 octobre 2012.

### 1987-2010
- Villes : Cavite
- Municipalités : Bacoor, Kawit, Noveleta, Rosario

| Période               | Député                     |
| --------------------- | -------------------------- |
| 8e Congrès 1987-1992  | Leonardo L. Guerrero       |
| 9e Congrès 1992-1995  | Dominador G. Nazareno, Jr. |
| 10e Congrès 1995-1998 | Plaridel M. Abaya          |
| 11e Congrès 1998-2001 | Plaridel M. Abaya          |
| 12e Congrès 2001-2004 | Plaridel M. Abaya          |
| 13e Congrès 2004-2007 | Joseph Emilio A. Abaya     |
| 14e Congrès 2007-2010 | Joseph Emilio A. Abaya     |

## Deuxième circonscription
- Villes : Bacoor
- Population (2015) : 600 609

| Période               | Député                                               |
| --------------------- | ---------------------------------------------------- |
| 15e Congrès 2010-2013 | Lani M. Revilla (Jesusa Victoria Hernandez-Bautista) |
| 16e Congrès 2013-2016 | Lani M. Revilla (Jesusa Victoria Hernandez-Bautista) |
| 17e Congrès 2016-2019 | Strike B. Revilla                                    |

### 1987-2010
- Cities: Dasmariñas, Trece Martires
- Municipalités : Carmona, General Mariano Alvarez, General Trias, Imus, Tanza

| Période               | Député                  |
| --------------------- | ----------------------- |
| 8e Congrès 1987-1992  | Renato P. Dragon        |
| 9e Congrès 1992-1995  | Renato P. Dragon        |
| 10e Congrès 1995-1998 | Renato P. Dragon        |
| 11e Congrès 1998-2001 | Erineo Maliksi          |
| 12e Congrès 2001-2004 | Gilbert Remulla         |
| 13e Congrès 2004-2007 | Gilbert Remulla         |
| 14e Congrès 2007-2010 | Elpidio F. Barzaga, Jr. |

## Troisième circonscription
- Villes : Imus
- Population (2015) : 403 785

| Période               | Député         |
| --------------------- | -------------- |
| 15e Congrès 2010-2013 | Erineo Maliksi |
| 16e Congrès 2013-2016 | Alex Advincula |
| 17e Congrès 2016-2019 | Alex Advincula |

### 1987-2010
- Villes : Tagaytay
- Municipalités : Alfonso, Amadeo, General Emilio Aguinaldo, Indang, Magallanes, Maragondon, Mendez, Naic, Silang, Ternate

| Période               | Député                   |
| --------------------- | ------------------------ |
| 8e Congrès 1987-1992  | Jorge A. Nuñez           |
| 9e Congrès 1992-1995  | Telesforo A. Unas        |
| 10e Congrès 1995-1998 | Telesforo A. Unas        |
| 11e Congrès 1998-2001 | Napoleon R. Beratio      |
| 12e Congrès 2001-2004 | Napoleon R. Beratio      |
| 13e Congrès 2004-2007 | Jesus Crispin C. Remulla |
| 14e Congrès 2007-2010 | Jesus Crispin C. Remulla |

1. ↑  Meurt le 6 août 2002, son siège restant vacant jusqu'à la fin de son mandat.

## Quatrième circonscription
- Villes : Dasmariñas
- Population (2015) : 659 019

| Période               | Député                  |
| --------------------- | ----------------------- |
| 15e Congrès 2010-2013 | Elpidio F. Barzaga, Jr. |
| 16e Congrès 2013-2016 | Elpidio F. Barzaga, Jr. |
| 17e Congrès 2016-2019 | Jennifer A. Barzaga     |

## Cinquième circonscription
- Municipalités : Carmona, General Mariano Alvarez, Silang
- Population (2015) : 500 785

| Période               | Député              |
| --------------------- | ------------------- |
| 15e Congrès 2010-2013 | Atty. Roy M. Loyola |
| 16e Congrès 2013-2016 | Atty. Roy M. Loyola |
| 17e Congrès 2016-2019 | Atty. Roy M. Loyola |

## Sixième circonscription
- Villes :  General Trias, Trece Martires
- Municipalités : Amadeo, Tanza
- Population (2015) :  733 853

| Période               | Député            |
| --------------------- | ----------------- |
| 15e Congrès 2010-2013 | Antonio A. Ferrer |
| 16e Congrès 2013-2016 | Luis A. Ferrer IV |
| 17e Congrès 2016-2019 | Luis A. Ferrer IV |

## Septième circonscription
- Villes : Tagaytay
- Municipalités : Alfonso, General Emilio Aguinaldo, Indang, Magallanes, Maragondon, Mendez, Naic, Ternate
- Population (2015) : 437 426

| Période               | Député                   |
| --------------------- | ------------------------ |
| 15e Congrès 2010-2013 | Jesus Crispin C. Remulla |
| 16e Congrès 2013-2016 | Abraham Ng Tolentino     |
| 17e Congrès 2016-2019 | Abraham Ng Tolentino     |

## Circonscription unique (disparue)
| Période                              | Député                |
| ------------------------------------ | --------------------- |
| 1re législature philippine 1907-1909 | Rafael Palma          |
| 2e législature philippine 1909-1912  | Emiliano Tria Tirona  |
| 3e législature philippine 1912-1916  | Florentino Joya       |
| 4e législature philippine 1916-1919  | Emiliano Tria Tirona  |
| 5e législature philippine 1919-1922  | Emilio F. Virata      |
| 6e législature philippine 1922-1925  | Pedro P. Espiritu     |
| 7e législature philippine 1925-1928  | Antero Soriano        |
| 8e législature philippine 1928-1931  | Fidel Ibañez          |
| 9e législature philippine 1931-1934  | Emiliano Tria Tirona  |
| 10e législature philippine 1934-1935 | Francisco Arca        |
| 1re Assemblée nationale 1935-1938    | Justiniano S. Montano |
| 2e Assemblée nationale 1938-1941     | Justiniano S. Montano |
| 3e Assemblée nationale 1941-1946     | Justiniano S. Montano |
| 1er Congrès 1946-1949                | Justiniano S. Montano |
| 2e Congrès 1949-1953                 | Manuel S. Rojas       |
| 3e Congrès 1953-1957                 | Jose T. Cajulis       |
| 4e Congrès 1957-1961                 | Justiniano S. Montano |
| 5e Congrès 1961-1965                 | Justiniano S. Montano |
| 6e Congrès 1965-1969                 | Justiniano S. Montano |
| 7e Congrès 1969-1972                 | Justiniano S. Montano |

## Circonscription plurinominale (disparue)

### 1943-1944
- Cavite exclu

| Période                                       | Députés                     |
| --------------------------------------------- | --------------------------- |
| Assemblée nationale des Philippines 1943-1944 | Emiliano Tria Tirona        |
| Assemblée nationale des Philippines 1943-1944 | Luis Y. Ferrer (ex officio) |

### 1984-1986
| Période                     | Député                  |
| --------------------------- | ----------------------- |
| Batasang Pambansa 1984-1986 | Helena Zoila T. Benitez |
| Batasang Pambansa 1984-1986 | Renato P. Dragon        |
| Batasang Pambansa 1984-1986 | Cesar Virata            |